# Reakcja Hunsdieckera
Reakcja Hunsdieckera (znana też jako reakcja Borodina od Aleksandra Borodina) – reakcja w chemii organicznej soli srebrowych kwasów karboksylowych z bromem (a także innymi fluorowcami), w wyniku której następuje dekarboksylacja i powstają halogenki alkilowe (halodekarboksylacja). Reakcja zawdzięcza swą nazwę jej odkrywcom, Heinzowi i Cläre Hunsdieckerom.
Opublikowano wiele jej zastosowań.
Zamiast soli srebrowych do reakcji Hunsdieckera można stosować także mieszaninę kwasów karboksylowych i tlenku rtęci(II).

## Mechanizm
Jest to reakcja rodnikowa i przebiega wieloetapowo. W pierwszym etapie (1) z substratu  powstaje nietrwała pochodna kwasu, zawierająca wiązanie O-Br (2), która rozpada się na wolne rodniki (3). Rodnik kwasowy ulega dekarboksylacji z wydzieleniem dwutlenku węgla. Powstały rodnik alkilowy reaguje z atomem bromu (4) tworząc bromoalkan (5).
| Hundsdiecker startAnimGif |
| Animacja                  |

## Reakcja Simoniniego
Reakcja soli srebrowych kwasów karboksylowych z jodem znana jest jako reakcja Simoniniego, zawdzięczająca swą nazwę jej odkrywcy Angelo Simoniniemu. W zależności od stechiometrii substratów ma ona odmienny przebieg. Jeśli stosunek soli do jodu wynosi 1:1, zachodzi ona jak typowa reakcja Hunsdieckera i produktem jest jodoalkan. Zmiana proporcji do 2:1 skutkuje odmiennym produktem, którym jest ester kwasu karboksylowego. W stosunku 3:2 reakcja prowadzi do powstania mieszaniny obu produktów.